# Brodiaea coronaria
Brodiaea coronaria là một loài thực vật có hoa trong họ Măng tây. Loài này được (Salisb.) Jeps. mô tả khoa học đầu tiên năm 1917.

## Hình ảnh

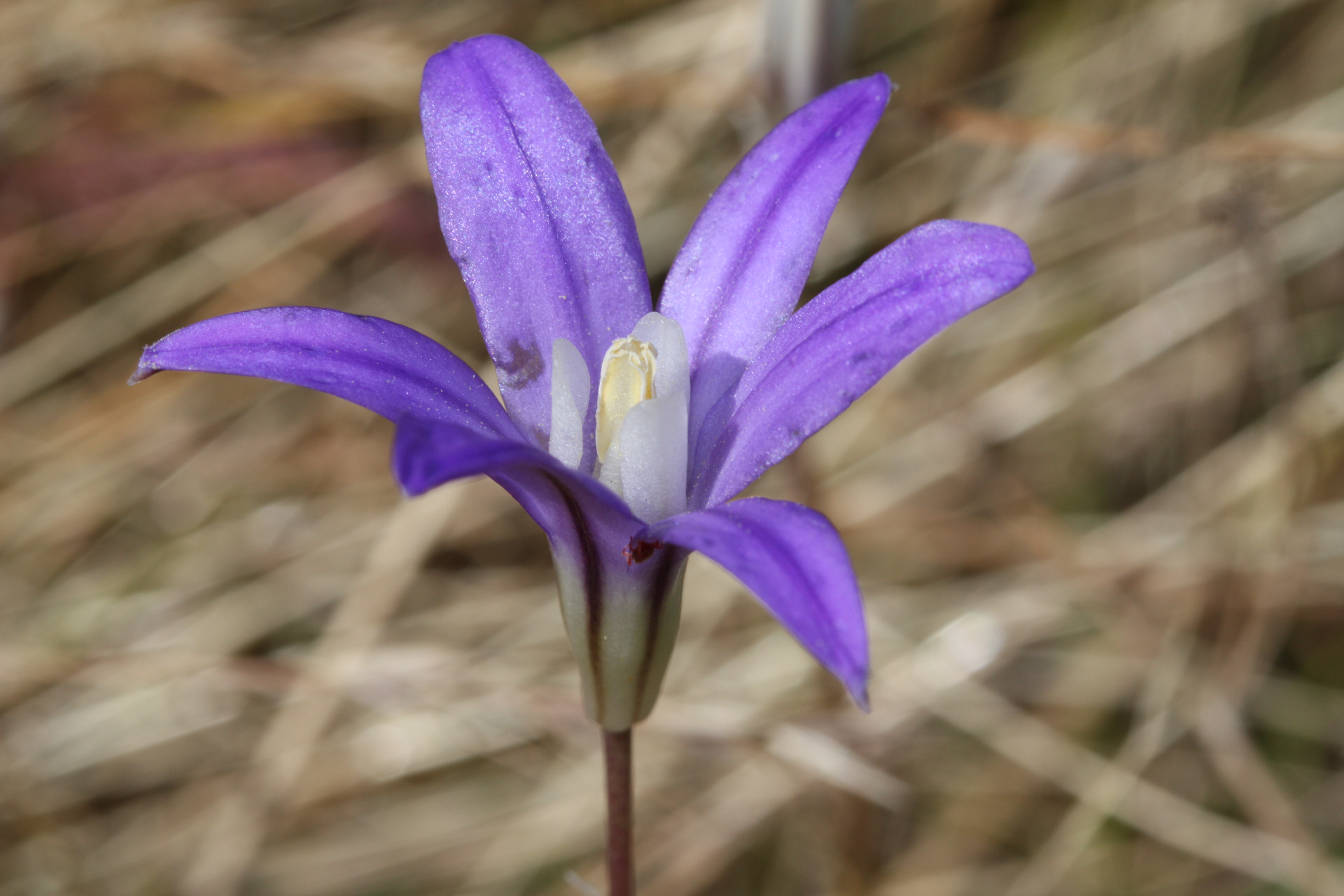
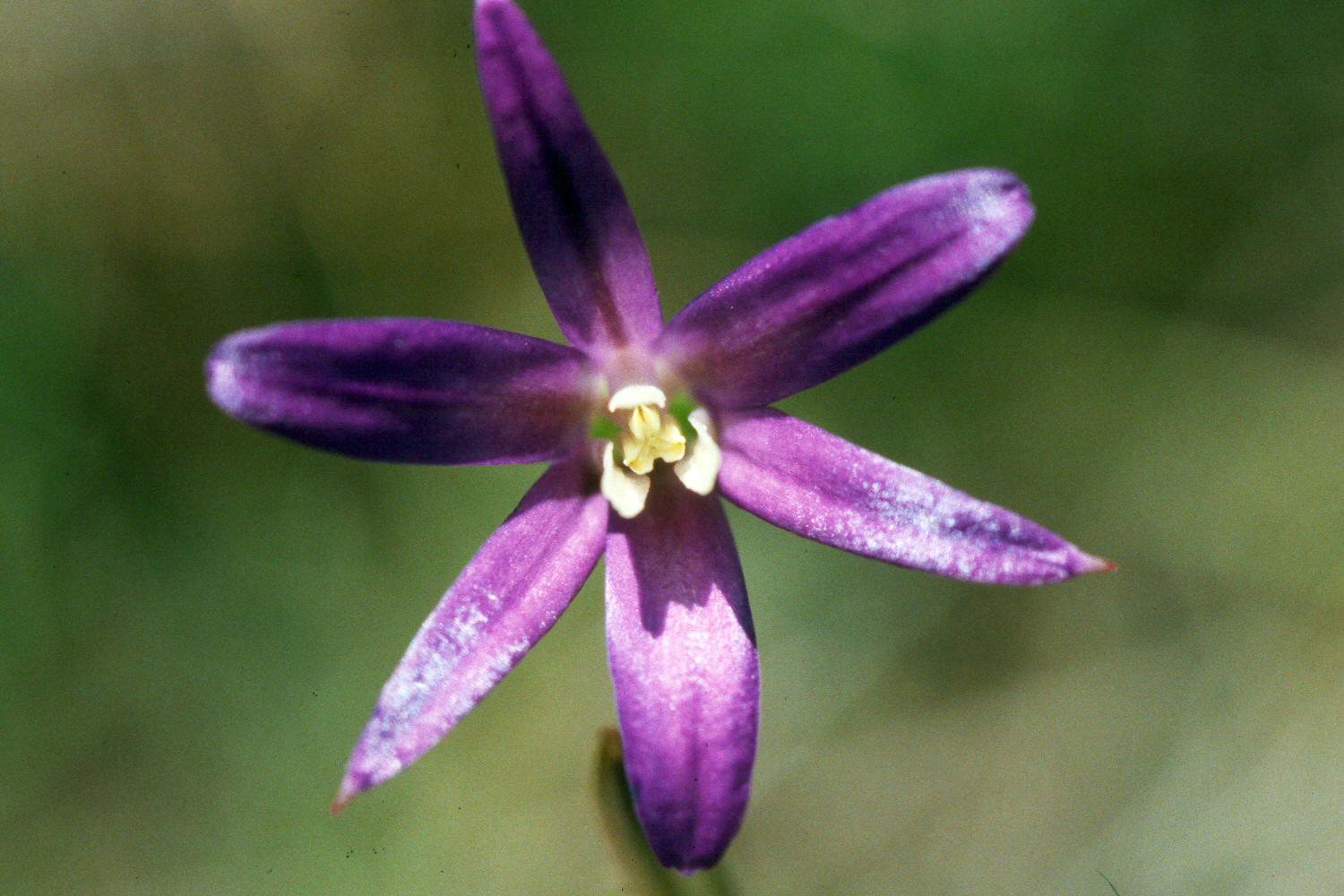
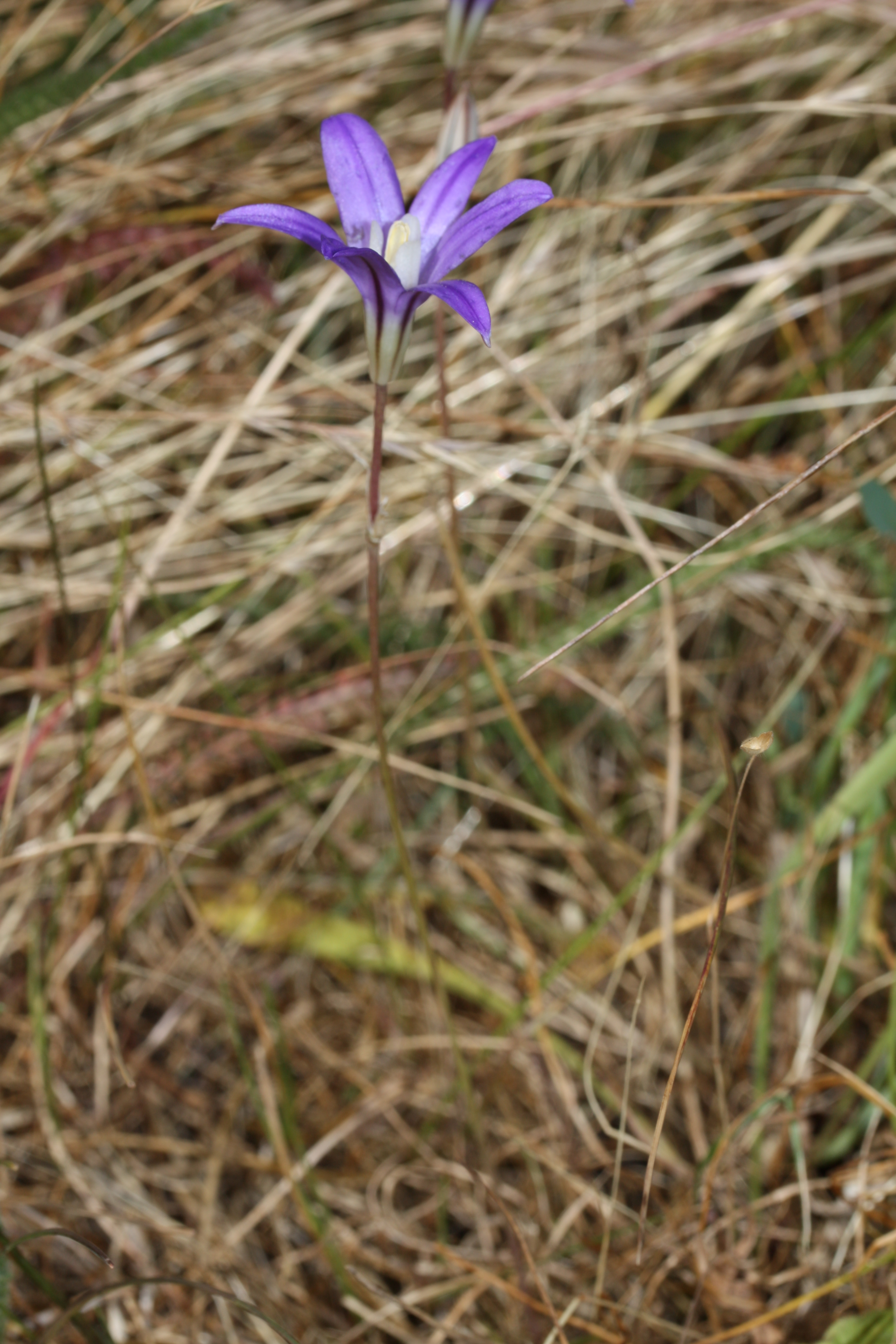
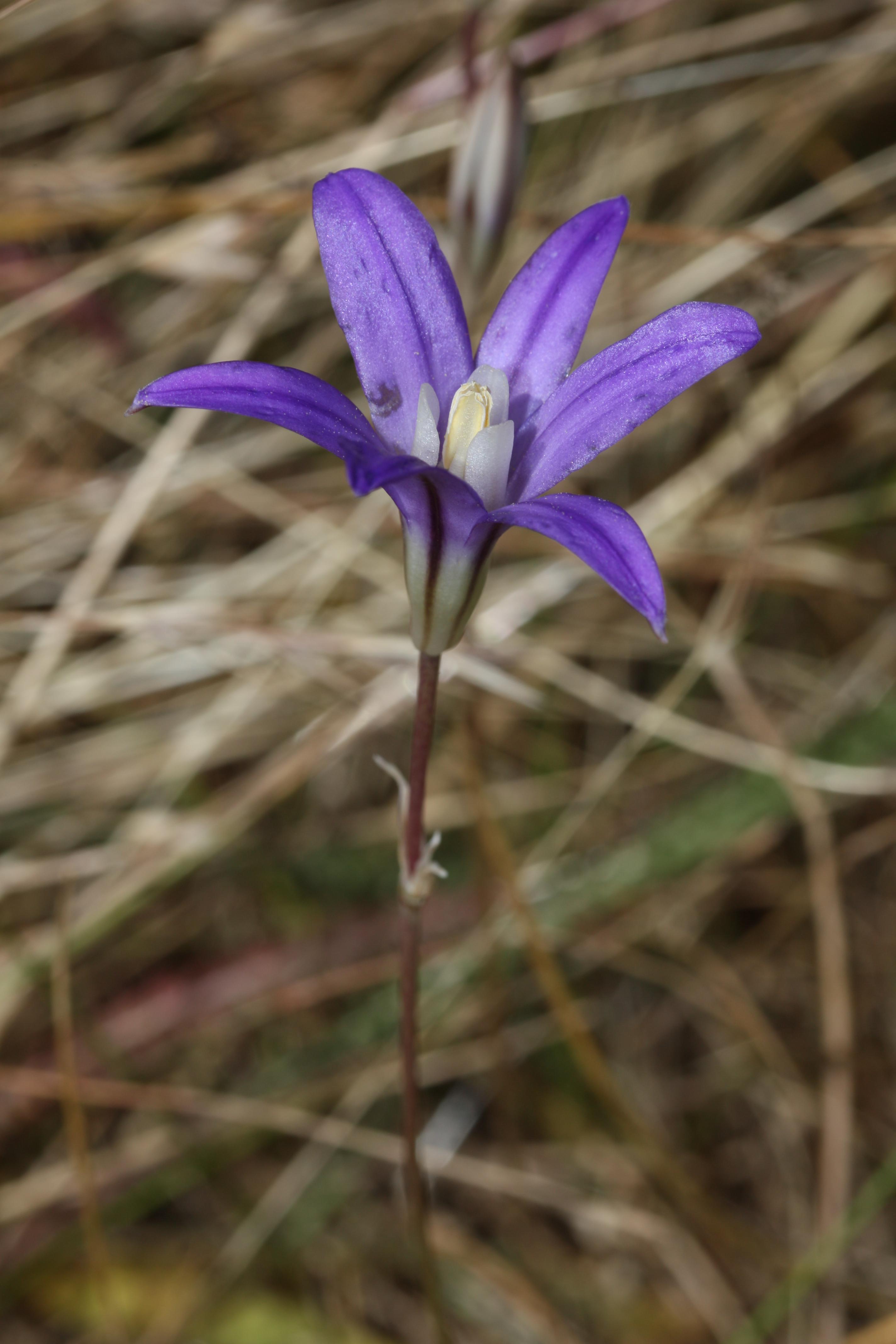